# (30945) 1994 GW9
(30945) 1994 GW9 ist ein Hauptgürtelasteroid, der am 14. April 1994 von Alan C. Gilmore und Pamela Margaret Kilmartin am Mt John University Observatory (IAU-Code 474) in Neuseeland entdeckt wurde.